# Vulcanesimo sedimentario
Il vulcanesimo sedimentario è un fenomeno geologico attestato presso il comune di Aragona, in provincia di Agrigento e presso il villaggio Santa Barbara nel comune di Caltanissetta. La prima area è dal 1995 riserva naturale chiamata Riserva naturale integrale Macalube di Aragona (dall'arabo maqlùb, ribaltamento, rovescio). La località nissena è invece detta "Terrapelata" per il caratteristico aspetto di terra brulla. Nel recente passato (2002), le maccalube o "vulcanelli" di Terrapelata sono state anche al centro di un fenomeno abbastanza esteso che ha prodotto profonde fenditure nel terreno. La zona dei vulcanelli, oggetto di un previsto piano di recupero e valorizzazione, si trova nelle immediate vicinanze della Riserva di Capodarso e Valle dell'Imera Meridionale, all'interno dell'area mineraria zolfifera di Caltanissetta.
Sulla collina dei Vulcanelli, area brulla di colore dal biancastro al grigio scuro, si trovano una serie di vulcanelli di fango, alti intorno al metro, che sono i protagonisti del vulcanesimo sedimentario. Il fenomeno è legato alla presenza di terreni argillosi poco consistenti, intercalati da livelli di acqua salmastra, che sovrastano bolle di gas metano formato dalla decomposizione di animali e vegetali che popolavano l'oceano che dominava la Sicilia milioni di anni fa. Il gas è sottoposto a una certa pressione e, attraverso discontinuità del terreno, affiora in superficie, trascinando con sé sedimenti argillosi ed acqua, che, solidificandosi danno luogo a un cono di fango la cui sommità è del tutto simile a un cratere vulcanico. La consistenza dei fanghi argillosi è a volte così liquida, come nella zona di Caltanissetta, da non permettere la formazione di veri e propri coni vulcanici.
Altre volte il fenomeno assume carattere esplosivo, con espulsione di materiale argilloso misto a gas e acqua scagliato a notevole altezza.